# Stratford (Nueva York)
Stratford es un municipio situado en el condado de Fulton, estado de Nueva York, Estados Unidos. Tiene una población estimada, a mediados de 2023, de 530 habitantes.

## Geografía
La localidad está ubicada en las coordenadas 43°12′34″N 74°36′36″O / 43.20944, -74.61000 (43.209569, -74.609995).

## Demografía
Según la estimación 2018-2022 de la Oficina del Censo, los ingresos medios de los hogares de la localidad son de $60,972 y los ingresos medios de las familias son de $61,875. Alrededor del 31.6% de la población está por debajo de la línea de pobreza.